# Antônio del Massaro

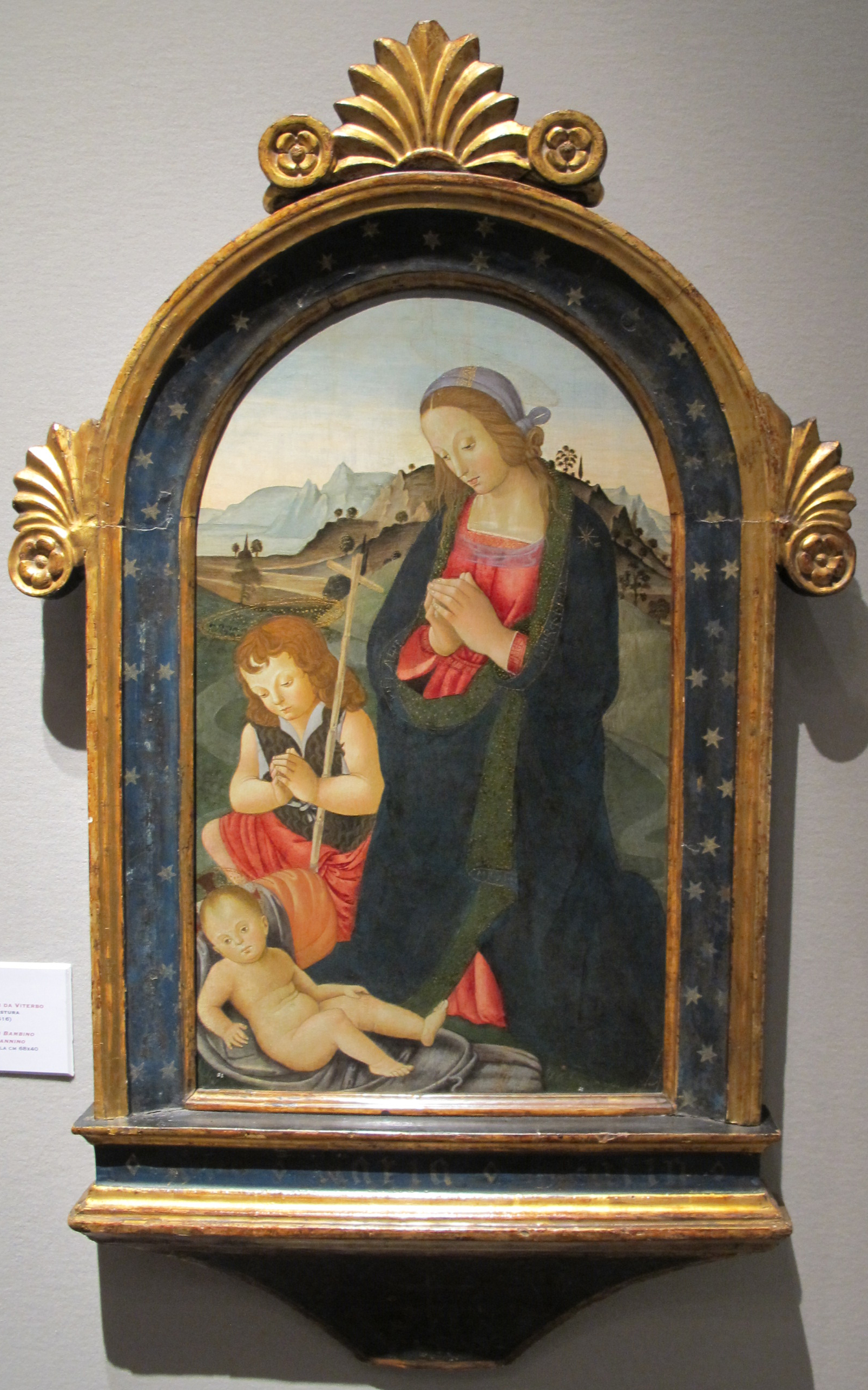
"Madona com o Menino", de Massaro, em coleção particular.

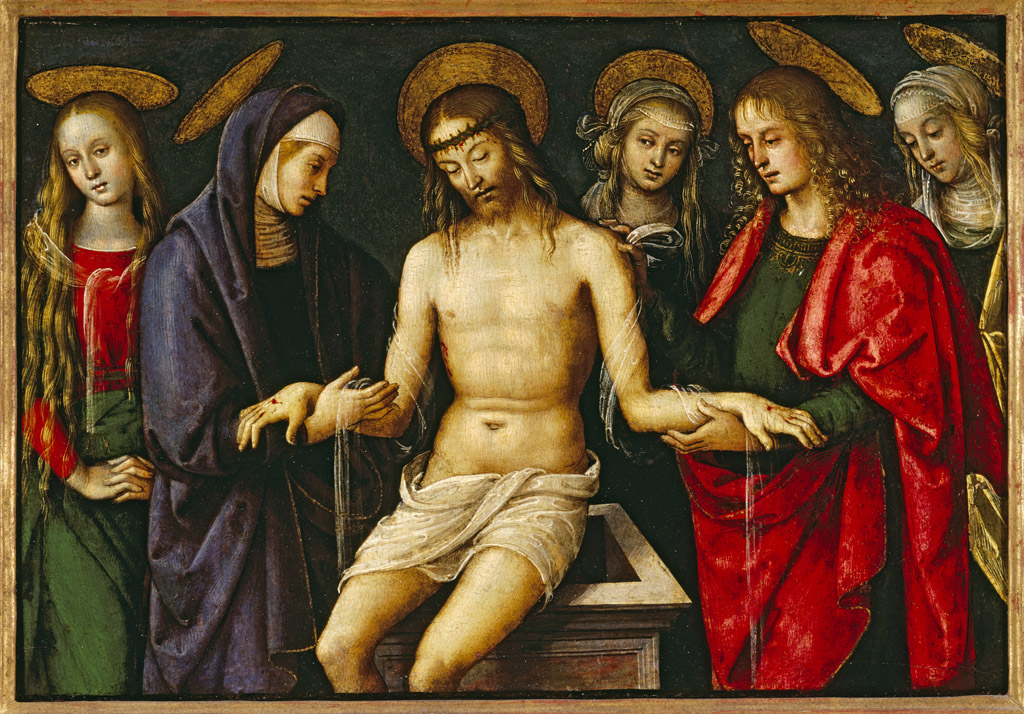
"Varão das Dores", no High Museum of Art, em Atlanta, nos EUA.

Antônio del Massaro de Viterbo (em italiano:  Antonio del Massaro da Viterbo; c. 1450–1516 (66 anos)) ou apenas Antônio de Viterbo, dito il Pastura, foi um pintor renascentista italiano.

## História
A primeira menção a Il Pastura é de dezembro de 1478, quando ele participou de um evento da Academia de São Lucas, em Roma. É possível que ele já estivesse vivendo em Roma por algum tempo antes do evento, apesar de os detalhes desta época de sua carreira serem incertos. Porém, é fato que ele trabalhou com Pinturicchio na decoração de algumas salas do Apartamento Bórgia no Palácio Apostólico do Vaticano. Em Viterbo, pintou o "Presépio com os Santos João Batista e Bartolomeu", atualmente no Museu Cívico de Viterbo.
Depois disto, Il Pastura viajou para Orvieto, onde ficou entre 1497 e 1499 trabalhando na restauração de afrescos pintados originalmente por Ugolino di Prete Ilario para a Catedral de Orvieto, uma obra iniciada também por Pinturicchio. Ainda na catedral, ele trabalhou em peças com cenas bíblicas, como a "Anunciação", a Visitação", a "Apresentação no Templo" e a "Fuga para o Egito". Ele retornou para Viterbo em 1504 e pintou uma peça chamada "São Terêncio, São Roque e São Sebastião", que provavelmente influenciou a obra de Luca Signorelli, atualmente em Santa Maria a Capranica.
Depois da morte de Lourenço de Viterbo, Il Pastura tornou-se o mais importante pintor viterbense de sua época. São dele vários afrescos em Viterbo, como "Santos João Batista, Tiago e Lourenço", no batistério de Santa Maria Nuova, uma obra que foi possivelmente influenciada por trabalhos de Antoniazzo Romano e Perugino. Ele decorou também a edícula do pátio do Palácio Chigi com uma "Madona com o Menino". Entre outras obras importantes, executadas entre 1508 e 1509, estão a decoração do presbitério da Catedral de Tarquínia, encomendada pela família Vitelleschi.

## Crítica
O estudioso italiano Italo Faldi notou o sucesso de crítica desfrutado pela obra de Il Pastura. Mesmo fora de "As Vidas dos mais Excelentes Pintores, Escultores e Arquitetos", de Giorgio Vasari, sua reputação se beneficiou muito de um renovado interesse por sua obra no século XIX. Uma das primeiras monografias escritas sobre um pintor italiano foi sobre Il Pastura, por E. E. Steinmann (Antonio da Viterbo, Mônaco, 1901).